# Asociación de Fútbol Profesional de Cotopaxi
La Asociación de Fútbol Profesional de Cotopaxi es un subdivisión de la Federación Deportiva de Cotopaxi en el Ecuador. Funciona como asociación de equipos de fútbol dentro de la Provincia de Cotopaxi. Bajo las siglas AFPC, esta agrupación está afiliada a la Federación Ecuatoriana de Fútbol.
La AFPC incluye los siguientes equipos:

## Segunda Categoría de Cotopaxi
- Club Deportivo Universidad Técnica de Cotopaxi (Latacunga)
- Club Social y Deportivo Cotopaxi (Latacunga)
- Club Deportivo Brasilia (Pujilí)
- Club Deportivo La Unión (Pujilí)
- Manchester Fútbol Club (Latacunga)
- Sociedad Deportiva Flamengo (Latacunga)
- Liga Deportiva Estudiantil (Latacunga)
- Club Deportivo Ramón Barba Naranjo (Latacunga)
- Liga Deportiva Estudiantil (La Maná)